# Кафедральный собор Турку
Кафедра́льный собо́р Ту́рку (швед. Åbo domkyrka, фин. Turun tuomiokirkko) — главный лютеранский храм в Финляндии. Построен во второй половине XIII века, освящён в 1300 году в честь Девы Марии и первого епископа страны — святого Генриха, крестившего Финляндию.

## История
Собор был заложен в 1258 году и построен в северо-готическом стиле, ставшим на долгое время образцом для строительства других церквей в Финляндии. Первый каменный собор был намного меньше нынешнего. Его фасад находился на том месте, где ныне расположена кафедра. Ниже был и свод, перекрывавший пространство.
В Средние века собор неоднократно перестраивался и расширялся. В XV веке к собору были пристроены боковые капеллы. Немного позже

высота свода центрального нефа была увеличена до современных размеров (24 метра). В 1827 году собор серьёзно пострадал от пожара. 101-метровая башня собора была построена при восстановлении собора и стала символом города Турку.
Внутреннее убранство собора выполнено в 1830-х гг. Фредриком Вестином и Карлом Энгелем. Стены и свод алтарной части украшены фресками Р. В. Экмана. В 1870-х гг. северные капеллы были украшены витражами работы Владимира Сверчкова.
В 1980 году в соборе был установлен новый 81-регистровый орган.

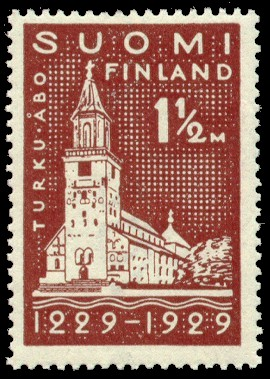
Собор на почтовой марке 1929 года

В капелле Святого Георгия похоронен епископ Хемминг, причисленный к лику святых. Наиболее известное надгробие собора — саркофаг Катарины Монсдоттэр, жены короля Эрика XIV. В разных частях собора также покоятся Мауну II Таваст, Олави Маунунпойка, Конрад Биц, Мауну III Сяркилахти, Кнут Поссе, Павел Юстен, Исак Ротовиус, Турстэн Столхандскэ, Окэ Тотт, Эверт Хурн.
В южной галерее собора расположен Кафедральный музей, открытый в 1982 году после завершения реставрационных работ.
Перед собором установлен памятник реформатору церкви Микаэлю Агриколе. 
Собор в Турку 
Долгое время считалось, что женская фигура  на могильном памятнике изображал первую жену Оке Тотта Сигрид Бильке. Скорее всего, однако, это Кристина Браге, поскольку на союзном гербе памятника вместо жены находится герб семьи Браге.